# Scrancia africana
Scrancia africana är en fjärilsart som beskrevs av Aurivillius 1904. Scrancia africana ingår i släktet Scrancia och familjen tandspinnare. Inga underarter finns listade.